# Muzej Reina Sofía, Madrid
Museo Nacional Centro de Arte Reina Sofía (MNCARS, imenovan tudi Museo Reina Sofia,Muzej kraljice Sofie, El Reina Sofia ali preprosto Sofia) je nacionalni muzej španske umetnosti 20. stoletja v Madridu. Muzej je bil uradno odprt 10. septembra 1992 in je poimenovan po kraljici Sofiji. Nahaja se v Madridu, v bližini železniške in metro postaje Atocha, na južnem koncu tako imenovanega Zlatega trikotnika umetnosti, ki se nahaja ob Paseo del Prado; sem sodi tudi Museo del Prado in muzej Thyssen-Bornemisza).
Muzej je namenjen predvsem španski umetnosti. Poudarki muzeja so odlične zbirke dveh največjih mojstrov 20. stoletja, Pabla Picassa in Salvadorja Dalíja. Zagotovo najbolj znana mojstrovina v muzeju je Picassova sliko Guernica. Zbirka Reina Sofía obsega še umetnike, kot so: Juan Gris, Joan Miró, Julio González, Eduardo Chillida, Antoni Tàpies, Pablo Gargallo, Pablo Serrano, Lucio Muñoz, Luis Gordillo, Jorge Oteiza in José Gutiérrez Solana.
Manjše so zbirke mednarodnih umetnikov, zastopani so: Robert Delaunay, Yves Tanguy, Man Ray, Jacques Lipchitz, Lucio Fontana, Yves Klein, Max Ernst, Richard Serra, Bruce Nauman, Donald Judd, Damien Hirst, Julian Schnabel, Jožefa Beuys, Nam June Paik, Wolf Vostell, Gabriel Orozco, Clyfford Still, kubistična tihožitja Georgesa Braqueja in veliko delo  Francisa Bacona.
Skupaj s svojo obsežno zbirko, v svojih številnih galerijah muzej ponuja mešanico začasnih nacionalnih in mednarodnih razstav.
Prav tako gosti prosto dostopno knjižnico, specializirano na področju umetnosti, z zbirko več kot 100.000 knjig, več kot 3.500 zvočnih posnetkov in skoraj 1.000 video posnetkov

## Zgodovina zgradbe

### Bolnišnica
Stavba na tem mestu je bila prva Splošna bolnišnice v Madridu. Kralj Filip II. je centraliziral vse bolnišnice, ki so bile razpršeni po vse dvoru. V osemnajstem stoletju se je kralj Ferdinand VI. odločil za gradnjo nove bolnišnice, ker so objekti v tistem času postali premajhni za mesto. Objekt je zasnoval arhitekt José de Hermosilla, njegov naslednik, Francisco Sabatini pa je opravil večino dela. Leta 1805, po številnih zaustavitvah del, je stavba prevzela svojo funkcijo, čeprav je bila zaključena samo ena tretjina predlaganega Sabatinijevega projekta. Od takrat je doživela različne spremembe in dopolnitve, dokler jo leta 1969 niso zaprli kot bolnišnico.

### Muzej umetnosti
Obsežna sodobna prenova in dopolnitve starega objekta so bile izvedene v začetku leta 1980. Osrednja stavba muzeja je bila v 18. stoletju v bolnišnica. Stavba je delovala kot Centro del Arte od leta 1986 do 1988, ko je bil ustanovljen Museo Nacional Centro de Arte Reina Sofia. V letu 1988 so za javnost odprli dele novega muzeja. Njegova arhitekturna identiteta je bila v letu 1989 korenito spremenjena (avtor Ian Ritchie) z dodatkom treh steklenih komunikacijskih stolpov.
8000 m² širitve je stala 92.000.000 €, zasnoval jo je francoski arhitekt Jean Nouvel in se je začela oktobra 2005.

## Galerija
- Detajl sprednje fasade muzeja Reina Sofía v Madridu.
- Muzej Reina Sofía
- Interier hodnika muzeja Reina Sofía
- Notranjost muzeja Reina Sofía